# روكي جونسون
روكي جونسون (بالإنجليزية: Rocky Johnson)‏، مصارع كندي محترف متقاعد ولد في 24 أغسطس 1944 وكان يصارع بين فترات السبعينات والثمانينات من القرن العشرين، ووالد الممثل والمصارع المعروف دوين جونسون.

## روابط خارجية
- روكي جونسون على موقع IMDb (الإنجليزية)
- روكي جونسون على موقع قاعدة بيانات الفيلم (الإنجليزية)
- روكي جونسون على موقع كينوبويسك (الروسية)
- روكي جونسون على موقع دبليو دبليو إي (الإنجليزية)
- روكي جونسون على موقع WrestlingData.com (الإنجليزية)
- روكي جونسون على موقع CageMatch worker (الإنجليزية)
- روكي جونسون على موقع قاعدة بيانات المصارعة على الإنترنت (الإنجليزية)
- روكي جونسون على موقع عالم المصارعة على الإنترنت (الإنجليزية)
- روكي جونسون على موقع عالم المصارعة على الإنترنت (الإنجليزية)

- الملف الشخصي لروكي جونسون في قاعة مشاهير اتحاد المصارعة الترفيهية
- الملف الشخصي في عالم المصارعة أونلاين